# Ila-Kabkabi
Ila-Kabkabi o Ila-Kabkabu, príncipe amorreo (hacia 1830 a. C.).
Gobernador de Terqa, era hijo de Yazkur-ilu. Poderoso personaje, pactó con Yaggid-Lim de Mari, aunque luego traicionó su palabra y le atacó. El nuevo rey de Mari, Yakhdun-Lin, consiguió expulsarle de Terqa.
Este personaje está incluido en la Crónica real asiria como monarca, aunque nunca reinó sobre el país de Assur. El motivo es que su hijo, Shamshi-Adad I, consiguió acceder al poder en Asiria derrocando a la dinastía autóctona que había fundado Puzur-Assur I. El nuevo soberano intentó legitimar su linaje insertándolo en la lista de los verdaderos monarcas asirios.
A la muerte de Ila-Kabkabi le sucedió su hijo Aminum, del que no se sabe nada. A este le sucedió el ya mencionado Shamshiadad.